# 신기옥

(위 왼쪽부터 시계방향)신기옥 결혼식 사진으로 앞줄 왼쪽부터 동생 신영섭, 어머니와 아버지 그리고 신랑신부. 1959년 은사 나상목 선생에게 미술지도를 사사받던 고3시절로 앉아있는 친구는 송계일(전북대 교수역임). 1962년 대학교 3학년 때 수원화성현지답사. 맨 뒤 두 번째부터 이상락, 신기옥, 최명영, 서승원, 최창홍. 1969년 신문회관화랑 오리진 제3회 전시오프닝장면. 맨 왼쪽 최명영, 앞줄 왼쪽부터 이마동 홍대학장, 이대원 교수, 신기옥, 뒤편이 이승조. 사진제공=신기옥.

신기옥(申基玉, Shin Ki Ock, 1941년 2월17일~)은 선의 반복집적을 단순화로 표출하는 대한민국 화가이다.

## 생애
1941년 2월17일 전라북도 부안군 부안읍 웅중리 269번지에서 아버지 신찬경(申贊京,1899~1970) 어머니 이옥녀(李玉女,1911~1972)사이 3남4녀 중 장남으로 출생했다. 평산신씨(平山申氏) 제정공파(齊靖公派) 32대손이다.
취학이전 서당(書堂)을 다니며 한학을 익혔다. 옹정국민학교에 입학하여 3학년 때 6.25전쟁을 맞았고 9.28서울수복 후 전주국민학교로 전학했다. 이후 전주북중학교, 전주고등학교를 1959년 졸업했다. 고3때 벽천(碧川) 나상목(羅相沐,1924~1999) 미술교사에게 동양화를 사사 받았다.
1960년 홍익대학교 미술대학 회화과에 입학했으며 곧이어 4.19혁명을 맞았다. 재학 시, 김환기(金煥基,1913~1974) 미대학장의 ‘1년간 대패질 한사람과 10년간 대패질 한 사람이 같은가?’라는 가르침, 실기담임이었던 한묵(韓默,1914~2016), ‘사물을 선입관을 가지고 그리지마라’ 강조한 이봉상(李鳳商,1916~1970)교수에게 지도받았다. 또 1962년 프랑스파리서 귀국한 박서보(朴栖甫,1931~2023)선생의 ‘화가의 길이 험난하다’는 애정 어린 교훈을 경각심으로 가슴에 품었다. 신기옥은 1963년 10월27일 평생의 반려자 신순자(申順子,1941~)와 결혼했고 슬하에 1남2여를 두었다.

(위 왼쪽부터 시계방향)생성과 소멸, 145.5×112.1㎝ acrylic on canvas, 2008. 사진=이동훈. 상황-1163, 80×80㎝ oil & acrylic on canvas, 2011. Line Rhythm-39, 80×80㎝ acrylic on canvas, 2022. Line Rhythm–25, 162×112㎝, acrylic on canvas, 2022. Line Rhythm-23, 112×162㎝, acrylic on canvas, 2022. 사진=김흥규.

## 단색조 바탕에 연동되는 자연의 이치(2007~2021년)
생성과 소멸이라는 자연의 이치를 회화적 담론으로 풀어가던 시기이다. 단색조바탕은 규범을 강조하듯 일정한 간격의 선과 면의 구조로 나누어져 있고 바탕 위 그림과 하나의 관계성으로 연동되는 운동성을 변주하고 있다. “단색바탕은 자연스럽게 나타난 것으로 단순화의 묘사로 생각하고 있던 것의 산물이다.”
“신기옥 작가 작품에서 눈길을 끄는 부분은 바로 노동집약적인 작업의 산물이라는 점이다. 단순히 즉흥적인 감정이나 분위기에 좌우되는 작품이 아니라 오랜 시간과 공정이 요구되는 작품이란 얘기이다. 이 경우 작품의 성패여부는 작가의 작업 자체가 결정적인 요소라는 것은 두말할 것도 없다. 선을 가지런히 맞출 뿐만 아니라 일정한 톤으로 힘의 세기를 조절하는 고도의 집중력이 요구되는 작품이다.”

(위 왼쪽부터 시계방향)Line Rhythm-90, 91×73㎝, acrylic on canvas, 2023. Line Rhythm-69, 117×91㎝, acrylic on canvas, 2023. Line Rhythm-95, 46×46㎝, acrylic on canvas, 2023. Line Rhythm-35, 180×110㎝, acrylic on canvas, 2023. 사진=김흥규.

## 변화와 확장의 공간 군집미학의 에너지(2022~현재)
신기옥 단색화는 점·선·면을 밑바탕으로 선의 무한반복을 중점적으로 묘사해 나아간다. 선들이 모이면 거기에서 아름다움과 에너지가 발현한다. “내 작업의 요체는 선의 집적으로 군집미학이라 명명한다. 어릴 적 어머니께서 하루 종일 베틀 위에서 명주 짜는 모습을 보고 자랐다. 나의 작업도 캔버스 위에서 나이프를 통해 수직수평선을 교차 반복시킨다. 선들은 변화와 확장으로 이어지면서 또 하나의 공간을 형성한다.”
“단색화가 신기옥 작품의 본령엔 한국의 유교 그 질서의 도덕성이 스미어 있다. 이 원리는 가장 한국적인 아이콘에 대한 탐구이자 동시에 컨템퍼러리 한 감각이다. 실체와 정신을 연결 짓는 이 현상학엔 심원한 수행성의 사의(寫意)라는 통찰이 뒷받침하고 있는 것이다.”
“신기옥의 필선은 여전히 생동하며 유려하다. 그것의 구성은 세계의 구조를 상징한다. 한자 중에 ‘천맥(阡陌)’이라는 단어가 있다. 천(阡)은 수직의 시간을 뜻하며, 맥(陌)은 수평으로 일상을 뜻한다. 예술적 시간과 범용(凡庸)한 시간이 함께 연주하는 것이 우리의 인생이다. 작가는 캔버스 화면에 천맥의 길을 인도하여 그 안쪽으로 영혼의 선율을 파종한다.”

(위 왼쪽부터 시계방향)1963년 대학4학년 때 신상전에서 이봉상 홍익대 교수에게 차석상 수상장면과 수상작품 앞에서 포즈를 취했다. 사진제공=신기옥. 1970년 신문회관 화랑에서 개최 된 제4회 오리진 전시오프닝. 뒷줄 왼쪽부터 시계방향으로 신기옥, 최명영, 하종현, 박서보, 이마동 미술대학장, 미술비평가 이일 교수, 서승원, 함섭, 이승조, 김수익. 사진제공=최명영.

## 미술운동
신기옥은 오리진회화협회(Origin Painting Association)창립멤버로 1963년 국립중앙미술관에서 가진 창립전에 출품했다. 최명영, 김수익, 김택화, 최창홍, 이상락, 권영우, 서승원 등 총8명이 창립동인으로 모두 홍익대 미대 3학년이었다. 당시 세계적 미술운동이었던 앵포르멜 (Informel)이 풍미했고 오리진멤버들은 이 경향의 작업들을 선보였다.
“유전자의 순수성과 삶의 소지에서 심화된 평범을 마련한다는 이념을 내걸고 출발한 ‘오리진’창립전은 추상회화가 당면한 질적 비약을 인간사적 자기 확대에서 오늘의 신세대가 외질성(外質性)과 내질성(內質性)을 어떻게 실험, 표현해가고 있는가라는 점에서 주목되는 바가 많았다. …김수익·신기옥의 표현 밀도는 ‘나이프·터치’의 강인성에서 의욕을 느끼나 ‘디테일’에 있어 의장적(意匠的)수법의 가세에서 화면의 차원을 낮추고 있다.”
신기옥은 1963년 신상회 주최 신상전(新象展)에서 장려상, 조선일보주최 현대작가초대미술전(現代作家招待美術展)에서 차석상을 수상했다. 1967년 12월 중앙공보관화랑에서 개최된 ‘무’동인, ‘신전’동인, ‘오리진’ 등 3개 동인들이 연합한 ‘청년작가연립전’에 출품했다.

## 평가
“신기옥 작품은 색채에 있어선 단색조요 그 구성 또한 지극히 단순한 구도로 되어 있다. 단순성을 취한다는 것은 반대로 시각에서 멀어진다는 것을 의미하며 내면적 심부로의 잠입을 촉진한다는 말이 된다.”
“자연을 바라보는 신기옥 작가의 마음은 손을 빌어 화면에 옮겨진다. 심(心)과 수(手)가 자연스레 합일하는 경지에 이른 것이다. 아마도 자연과의 물아일체를 이루어 무심(無心)의 상태에서 대상의 본질을 얻는 체험인 것으로 보인다.”
“신기옥 화백 ‘선율’연작은 마음에 품은 도리와 진·선·미가 함께 구유된 경지, 즉 맑은 마음으로서 징회(澄悔)의 경지로 맛보는 형상에 다름 아니다. 영혼의 선율이라는 개념은 볼 수 없는 곳에서 간이(簡易)한 진리를 드러내려는 작가의 예술적 지향성을 상징한다.”

## 개인전 및 단체전
개인전
- 2024 갤러리 비선재, 서울
- 2020~2014 한가람미술관(미술과 비평 아트페스티벌), 서울
- 2013 인사아트센터, 서울
- 2012~2008 예맥화랑(한국국제아트페어), 서울
- 2011 갤러리 베세토, 서울
- 2009 갤러리 라메르, 서울
- 2008 인사아트센터, 서울. 서울아트페어 벡스코(부산)
- 2007 인사아트센터, 서울. 한가람미술관(화랑미술제),서울

주요단체전
- 2013 대한민국아트페스티벌 광주시립미술관, 광주
- 2008~2011 세계열린미술대축제, 서울시립미술관경희궁분원, 목포문화예술회관
- 2009 대한민국현대미술르네상스전-단원전시관, 안산
- 2008 예맥화랑 개관15주년기념전, 서울
- 1968 오리진전-신문회관, 서울
- 1967 청년작가연립전, 서울
- 1963 오리진회화협회 창립전-중앙공보관, 서울
- 1962 국전(國展)-경복궁현대미술관, 서울